# Mosopia
Mosopia é um gênero de traça pertencente à família Arctiidae.